# Dorota Podgórska-Jachnik
Dorota Janina Podgórska-Jachnik – polska pedagog, dr hab. nauk humanistycznych, profesor uczelni Katedry Pedagogiki Specjalnej i Logopedii Wydziału Pedagogiki Uniwersytetu Kazimierza Wielkiego i Katedry Badań Edukacyjnych Wydziału Nauk o Wychowaniu Uniwersytetu Łódzkiego.

## Życiorys
W latach 1984−1988 ukończyła studia psychologiczne i nauczania początkowego na Uniwersytecie Łódzkim, 29 września 1999  obroniła rozprawę doktorską Rozumienie treści przekazu w formie językowej i pantomimicznej przez dzieci niesłyszące z klas VII-VIII, 17 czerwca 2014 habilitowała się na podstawie pracy zatytułowanej Głusi. Emancypacje.
Została zatrudniona na stanowisku profesora i prorektora w Wyższej Szkole Pedagogicznej w Łodzi. Była także profesorem nadzwyczajnym w Instytucie Pedagogiki na Wydziale Pedagogiki i Psychologii Uniwersytetu Kazimierza Wielkiego.
Jest profesorem uczelni Katedry Pedagogiki Specjalnej i Logopedii Wydziału Pedagogiki Uniwersytetu Kazimierza Wielkiego i Katedry Badań Edukacyjnych Wydziału Nauk o Wychowaniu Uniwersytetu Łódzkiego.